# 10BROAD36
10BROAD36 es un estándar de redes de computadoras obsoleto en la familia de Ethernet. Fue desarrollado durante la década de 1980 y especificado en IEEE 802.3b-1985.
El estándar soportaba señales de Ethernet de 10Mbps sobre cable estándar de televisión por cable (CATV) de 75Ω hasta un recorrido de 3600 metros. 10BROAD36 modula sus datos en una señal portadora de mayor frecuencia, al igual que una señal de audio modularía una señal portadora que se transmitirá en una estación de radio. En ingeniería de telecomunicaciones, esto es una técnica de señalización de banda ancha. La banda ancha ofrece varias ventajas sobre la señal de banda base utilizada, por ejemplo, en 10BASE5. El alcance se amplía considerablemente (3600 metros, frente a los 500 metros de 10BASE5) y se pueden transportar múltiples señales en el mismo cable. 10BROAD36, pudiendo incluso compartir un cable con canales de televisión estándar.

## Estandarización
El comité de normas del Instituto de Ingenieros Eléctricos y Electrónicos IEEE 802 publicó la norma que fue ratificada en 1985 como una sección adicional 11 a la norma básica de Ethernet. También se emitió como ISO/IEC 8802-3 en 1989.

## Despliegue
10BROAD36 fue menos exitoso que sus estándares contemporáneos debido a la alta complejidad y costo del equipo asociado con él. Las estaciones individuales eran mucho más costosas debido al circuito de radiofrecuencia adicional involucrado. Sin embargo, la principal complejidad proviene del hecho de que 10BROAD36 es unidireccional. Las señales solo pueden viajar en una dirección a lo largo de la línea, por lo que las estaciones de cabecera deben estar presentes en la línea para repetir las señales, asegurando que ningún paquete viaje a través de la línea indefinidamente, ya sea en otra frecuencia de dirección hacia atrás en la misma línea, o en otra línea completamente. Esto también aumenta la latencia y evita el flujo de señal bidireccional.
La complejidad adicional superó la ventaja de la reutilización de la tecnología CATV para las redes de campus y las redes de área metropolitana previstas. En las redes de área amplia, se reemplazó rápidamente por alternativas de comunicación de fibra óptica, como 100BASE-FX (que proporcionaba diez veces la velocidad de datos). El interés en los módems de cable revivió para el acceso residencial a Internet, a través de tecnologías posteriores como la Especificación de interfaz de servicio de datos por cable (DOCSIS) en la década de 1990.